# Sepp Leodolter
Sepp Leodolter (* 14. Mai 1943 in Wien) ist ein österreichischer Gynäkologe.

## Karriere
Sepp Leodolter absolvierte von 1961 bis 1967 das Medizinstudium an der Universität Wien und promovierte zum Doktor der gesamten Heilkunde. In den folgenden zwei Jahren als Assistenzarzt am Pharmakologischen Institut der Universität Wien war Leodolter an der Entwicklung des Wehenhemmers Hexoprenalin beteiligt. 1981 wurde Leodolter zum Vorstand der Gynäkologisch-Geburtshilflichen Abteilung des Krankenhauses Lainz ernannt und 1983 zum Leiter des Ludwig Boltzmann Institutes zur Erforschung und Behandlung der weiblichen Sterilität. 1996 wurde Leodolter zum ordentlichen Universitätsprofessor der Universität Wien ernannt und als Leiter der Klinischen Abteilung für allgemeine Gynäkologie und gynäkologische Onkologie an der Universitätsklinik für Frauenheilkunde in Wien eingesetzt.
Zwischen 1988 und 1990 war Sepp Leodolter als Fachexperte für künstliche Befruchtung am Bundesministerium für Justiz Österreich tätig und war in dieser Funktion an der Ausarbeitung des Fortpflanzungshilfegesetzes beteiligt. Seine Mutter, Gesundheitsministerin Ingrid Leodolter, war maßgeblich an der Entwicklung des Mutter-Kind-Passes beteiligt, sowie an der Organisation des gesamtösterreichischen Geburtenregisters.
Seit 1985 ist Leodolter Gründungs- und Vorstandsmitglied der Österreichischen Gesellschaft für Geburtshilfe und Gynäkologie (Präsident von 2003 bis 2005) und der Arbeitsgemeinschaft für Gynäkologische Onkologie (seit 1999 und Präsident von 1999 bis 2001). Von 2001 bis 2007 war er Präsident der Gesellschaft der Ärzte in Wien, 2008 erfolgte seine Wahl zum Ehrenpräsidenten.
Leodolter wurde 1970 und 1972 mit dem Anton-von-Eiselsberg-Preis ausgezeichnet, welcher für hervorragende wissenschaftliche Arbeiten vergeben wird. 2013 erhielt Leodolter die Billroth-Medaille für seine Verdienste um die Gesellschaft der Ärzte und die Wiener Medizin.
2007 wurde in der Zeitschrift News ein Artikel über eine wissenschaftliche Studie von Sepp Leodolter und Johannes Huber veröffentlicht, in dem die Ergebnisse ihrer Forschungen auf dem Gebiet der Zelltherapie von Krebspatienten als „sensationeller Erfolg“ bezeichnet wurden. Dieser Artikel löste eine Reihe von Reaktionen in den Medien aus, welche den Inhalt und die Aufmachung kritisierten.
Als Konsequenz dieser, von den Medien als „Zelltherapie-Affäre“ bezeichneten Reaktionen, stiegen Leodolter und Huber aus dem niederösterreichischen Forschungsunternehmen Cell Med Research aus.

## Publikationen
Sepp Leodolter wirkte an mehr als 200 wissenschaftlichen Publikationen als Haupt- und Co-Autor mit sowie auch an einigen Büchern.

### Wissenschaftliche Publikationen (Auswahl)
- Suzanne M. Garland, Mauricio Hernandez-Avila, Cosette M. Wheeler, Gonzalo Perez, Diane M. Harper, Sepp Leodolter, Grace W. K. Tang, Daron G. Ferris, Marc Steben, Janine Bryan, Frank J. Taddeo, Radha Railkar, Mark T. Esser, Heather L. Sings,  Micki Nelson, John Boslego, Carlos Sattler, Eliav Barr, Laura A. Koutsky: Quadrivalent Vaccine against Human Papillomavirus to Prevent Anogenital Diseases. In: New England Journal of Medicine. Band 356, 10. Mai 2007, S. 1928–1943, doi:10.1056/NEJMoa061760.
- E. A. Joura, A. Lösch, M. G. Haider-Angeler, G. Breitenecker, S. Leodolter: Trends in vulvar neoplasia. Increasing incidence of vulvar intraepithelial neoplasia and squamous cell carcinoma of the vulva in young women. In: The Journal of Reproductive Medicine. Band 45, Nr. 8, 2000, S. 613–615, PMID 10986677.
- Klaus Mayerhofer, Andreas Obermair, Gudrun Windbichler, Edgar Petru, Alexandra Kaider, Lukas Hefler, Klaus Czerwenka, Sepp Leodolter, Christian Kainz: Leiomyosarcoma of the Uterus: A Clinicopathologic Multicenter Study of 71 Cases. In: Gynecologic Oncology. Band 74, Nr. 2. Elsevier, August 1999, S. 196–201.
- Lukas A. Hefler, Clemens B. Tempfer, Christoph Grimm, Antje Lebrecht, Eva Ulbrich, Georg Heinze, Sepp Leodolter, Christian Schneeberger, Manfred W. Mueller, Axel Muendlein, Heinz Koelbl: Estrogen‐metabolizing gene polymorphisms in the assessment of breast carcinoma risk and fibroadenoma risk in Caucasian women. In: Cancer. Band 101, Nr. 2, 15. Juli 2004, S. 264–269, doi:10.1002/cncr.20361.
- Dagmar Bancher-Todesca, Andreas Obermair, Selcuk Bilgi, Petra Kohlberger, Christian Kainz, Gerhard Breitenecker, Sepp Leodolter, Gerald Gitsch: Angiogenesis in Vulvar Intraepithelial Neoplasia. In: Gynecologic Oncology. Band 64, Nr. 3, März 1997, S. 496–500, PMID 9062159.

### Bücher
- Sepp Leodolter, Hannelore Mezei: Gesundheitslexikon für Frauen und Mädchen. Alle Themen von A bis Z. Jentzsch, Wien 2004, ISBN 3-7142-0011-8.
- Wilhelm Marhold, Sepp Leodolter: Perinatale Doppler-Ultraschall-Diagnostik : eine praxisnahe Darstellung. Enke, Stuttgart 1989, ISBN 3-432-98181-3.
- Sepp Leodolter: Carl von Rokitansky als Präsident der Gesellschaft der Ärzte in Wien. In: Carl Freiherr von Rokitansky: (1804–1878); Pathologe – Politiker – Philosoph; Gründer der Wiener Medizinischen Schule des 19. Jahrhunderts; Gedenkschrift zum 200. Geburtstag. Böhlau, 2005, ISBN 3-205-77205-9.
- Sepp Leodolter: Manual der gynäkologischen Onkologie. Eine Publikation der Arbeitsgemeinschaft für Gynäkologische Onkologie (AGO) der Österreichischen Gesellschaft für Gynäkologie und Geburtshilfe (ÖGGG). MedMedia-Verlag u. Mediaservice, Wien 2001, ISBN 3-9501446-0-9.
- Manfred Gschwandtner, Walter Feigl, M. Ribar, Sepp Leodolter: Poppers Ehrenmitgliedschaft in der Wiener Gesellschaft der Ärzte. In: Franz M. Wuketits (Hrsg.): Karl Popper und die Medizin. 2007, ISBN 978-3-7089-0020-9, S. 27–36.